# 김용일 (해운대구의원)
김용일(金容日, 1959년 3월 7일 ~ )은 전직 민주노동당 당무위원 등을 지낸 대한민국의 전직 정치인 출신인데, 그는 지난날 전직 제4대 부산광역시 해운대구의회 초선 해운대구의원이었다.

## 학력
- 춘천기계공업고등학교 3년 중퇴(1977년 8월)

## 경력
- 삼성아파트 입주자대표 회의 감사
- 2002.07 ~ 2006.06 제4대 부산광역시 해운대구의회 초선 구의회 의원
- 민주노동당 당무위원(2005년 12월)
- 민주노동당 당무위원 겸 同黨 부산시당 해운대구·기장군 지구당위원회 부위원장(2006년 1월)
- 2002.07 ~ 2004.07 제4대 부산광역시 해운대구의회 전반기 의회운영위원회 위원
- 2002.07 ~ 2004.07 제4대 부산광역시 해운대구의회 전반기 사회도시위원회 간사
- 2004.07 ~ 2006.06 제4대 부산광역시 해운대구의회 후반기 사회도시위원회 위원

## 역대 선거 결과
|  | 65.05% |

|  | 10.12% |